# Silèsia
|  | Per a altres significats, vegeu «Silèsia (desambiguació)». |

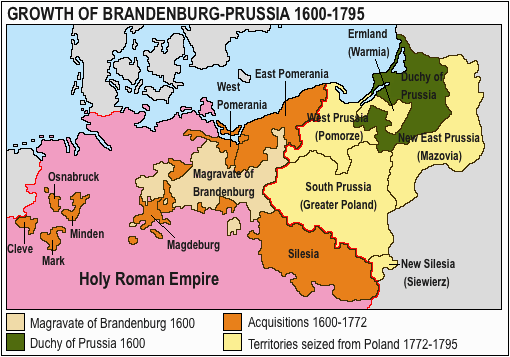
Expansió de Brandenburg-Prússia entre 1600-1795

Silèsia (silesià: Ślůnsk, polonès: Śląsk, txec: Slezsko, alemany: Schlesien, llatí i anglès: Silesia) és una regió històrica d'Europa Central, els territoris de la qual s'estenen sobretot per Polònia, amb parts menors a la República Txeca i a Alemanya.
Frederic el Gran annexionà Silèsia a Prússia en detriment de la Casa d'Àustria durant la Guerra de Successió Austríaca (1740-1748).
La Silèsia prussiana, dividida posteriorment en les regions administratives Baixa Silèsia i Alta Silèsia (no confondre amb els actuals voivodats polonesos Baixa Silèsia o Silèsia), va constituir el territori sud-oriental d'Alemanya des de la constitució del Reich alemany el 1871 fins al 1945. Després de la Segona Guerra Mundial i segons la Conferència de Potsdam, la major part de Silèsia va passar a formar part de Polònia, i la resta del territori quedà dividit entre Alemanya i la República Txeca (aleshores encara Txecoslovàquia). La RDA va reconèixer la frontera amb Polònia el 1950 mitjançant l'anomenat Tractat de Zgorzelec o Tractat de Görlitz; mentre que la República Federal d'Alemanya va reconèixer indirectament la frontera mitjançant el Pacte de Varsòvia el 1972 i oficialment el 1990 amb el Tractat de la frontera germano-polonesa.
Silèsia és una regió rica en minerals i recursos naturals que conté diverses i importants àrees industrials. Les ciutats més grans de Silèsia són la històrica capital Breslau i Katowice, ambdues ubicades a Polònia; i Ostrava, a la República Txeca. El riu més important de Silèsia és l'Oder (en polonès i en txec: Odra).

## Llengües
Avui dia la majoria dels habitants de Silèsia parlen les llengües nacionals dels seus respectius països (polonès, txec i alemany). No obstant això, també existeix el silesià (en silesià: ślůnsko godka, en polonès język śląski, en txec: slezština), un idioma eslau parlat per aproximadament uns 60.000 habitants de l'Alta Silèsia. El baix silesià o silesià alemany (alemany: Schlesisch, baix silesià: Schläsch, Schläsisch), per contra, és un idioma germànic, considerat en perill d'extinció.

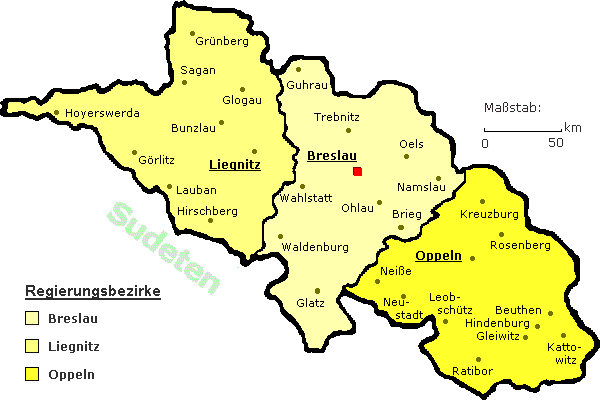
Divisió administrativa de Silèsia (1914)